# 韓国鉄道公社220000系電車
韓国鉄道公社220000系電車（かんこくてつどうこうしゃ220000けいでんしゃ）は、韓国鉄道公社（KORAIL）の電車。
2023年よりムグンファ号の後継となる「ITX-マウム」で運用されている。

## 概要
老朽化した客車及び気動車型ムグンファ号の置き換えのため、2022年からタウォンシスで製造されており、2023年9月1日から「ITX-マウム」として営業運転を開始した。今後は長期にわたってムグンファ号の置き換えを行う予定であり、現在は1次車となる4両27編成と6両7編成が製造され、2025年からは2次車となる4両編成28編成と6両編成16本、2028年からは3次車となる4両編成29本、2030年からは4次車となる4両編成2本と6両編成11本の製造が予定されている。
2025年現在は、1次車の4両編成26本が運行しており、6両編成は試運転段階にある。
なお編成両数は4両、6両、8両、10両、12両と多様な編成を組成可能。

### 車体
ITX-セマウルで使用されている210000系と同様のダブルスキン構造のアルミニウム車体である。KTX-イウムやヌリロ同様に低床・高床ホームの両方に対応しているため、低床ホームでは車体に取り付けられた乗降用ステップが作動する。ステップは低床専用のITX-セマウルとは異なり、2段式。

### 電装品
タウォンシス・KEC製IGBT素子VVVFインバータ（1C4M方式）を採用している。主電動機はCRRC（中国中車）製のかご形三相誘導電動機（250kW）を採用。保安装置は、ATSに加えATP（ETCS level 1）を装備。

### 車内
無線のWi-Fiサービス、電源コンセント、USBポートや読書灯などの設備が備わっている。

### 問題点
開業以降、乗降扉開閉不具合、空調設備故障、乗降用ステップの作動不良など深刻な欠陥が問題となっており、2023年10月17日の国政監査で、初運行からわずか2週間で280回ほどの故障が発生している。これに対し、国会議員のユ・キョンジュンは「納品ができないレベルだ」と指摘した。